# Carta Pisana

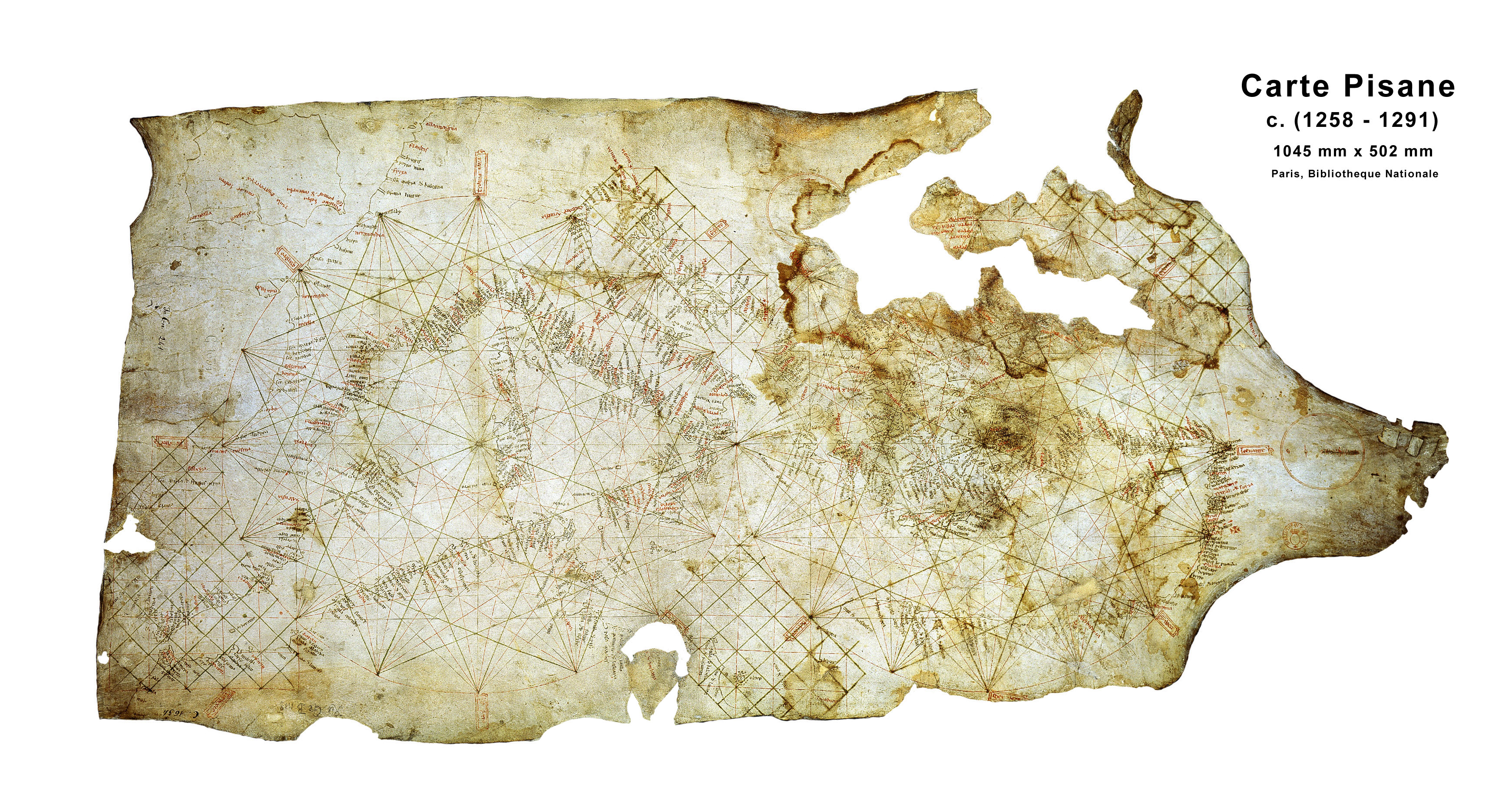
Photographie de la Carta Pisana.

La Carta Pisana ou Carte Pisane, est une carte ancienne et le plus ancien portulan découvert. Il date du XIIIe siècle. Son nom provient de son lieu de découverte, Pise. Elle est conservée au Département des cartes et plans de la Bibliothèque nationale de France.
Elle représente les côtes de la Méditerranée et fournit un des tout premiers exemples connus de tracés de marteloires permettant d'aider au repérage des trajets de navigation.